# Albert Herranz Hammer
Albert Herranz Hammer (Estocolm, Suècia, 1970) és un escriptor mallorquí en català i en castellà.
Dirigeix la col·lecció "Plaguetes del raval", d'estudis locals.

## Obra

### En castellà

#### Poesia
- Manutara (1993)
- Geografia interior (1994)

#### Narrativa
- Fresas para Tristan Tzara (1997)

### En català

#### Poesia
- Les balcàniques (1995)
- Oikumene (1997)
- Kibblah (2005)

#### Narrativa
- Starpower (1997)
- El jugador de triquet (1998)
- Incident a Malaco (1999)
- Els llums encisadors (2005)